# 이와세촌 (후쿠시마현 야마군)
이와세촌(磐瀬村)은 후쿠시마현 야마군에 존재했던 촌이다. 현재의 이나와시로정 중부에 해당한다.

## 역사
- 1889년 4월 1일 - 정촌제 시행에 의해 이와세촌 단독으로 촌제를 시행해 야마군 이와세촌이 성립하였다.
- 1941년 4월 1일 - 이와세촌, 이와호촌과 함께 이나와시로정과 합병해 새로운 이나와시로정이 성립하여 동일 이와세촌은 폐지되었다.

## 인구
| 1889년 | 615 |
| 1907년 | 774 |
| 1920년 | 678 |
| 1947년 | 666 |

## 참고문헌
- 角川日本地名大辞典編纂委員会『가도카와 일본 지명 대사전 7 福島県』、가도카와 쇼텐、1981年 ISBN 4-04-001070-1
- 日本加除出版株式会社編集部『全国市町村名変遷総覧』、日本加除出版、2006年、ISBN 4-8178-1318-0